# Municipio de Deptford
El municipio de Deptford (en inglés: Deptford Township) es un municipio ubicado en el condado de Gloucester en el estado estadounidense de Nueva Jersey. En el año 2010 tenía una población de 30.561 habitantes y una densidad poblacional de 671,67 personas por km².

## Geografía
El municipio de Deptford se encuentra ubicado en las coordenadas 39°49′11″N 75°7′22″O / 39.81972, -75.12278.

## Demografía
Según la Oficina del Censo en 2000 los ingresos medios por hogar en el municipio eran de $50,147 y los ingresos medios por familia eran $56,642. Los hombres tenían unos ingresos medios de $40,641 frente a los $28,986 para las mujeres. La renta per cápita para la localidad era de $21,477. Alrededor del 4.3% de la población estaba por debajo del umbral de pobreza.